# Ikuko (歌手)
Ikuko（いくこ）は、日本の歌手・作詞家。野口郁子（のぐち いくこ）、KUKOとしても活動していたことがある。かつて、歌手の渡辺美佳と一緒に″Waffle″（ワッフル）というユニットを組んでいたことがある。ウェブクウ所属。
現在、ソロ活動の他に、渡辺美佳と内田Ken太郎と組んだ3人組のユニット、Lira（リラ）のヴォーカルとしても活動している。

## 主な作品
ここでは、Ikukoがメインヴォーカルを務めたWaffleの楽曲についても記載する。

### シングル

#### Waffle
- コンポラキッド（1985年） - 『コンポラキッド』OPテーマ
  - （c/w）未来学園TORAD - 同EDテーマ
- 君のフリーダム（1987年） - 『げらげらブース物語』OPテーマ
- クエスチョンの冒険（1988年） - 『じゃあまん探偵団 魔隣組』OPテーマ
  - （c/w）憧れミステリー - 同EDテーマ

#### KUKO
- タマゴより難しい（1989年8月21日） - 『魔法少女ちゅうかないぱねま!』OPテーマ
- とっておきのキモチ（1993年10月21日） - 『ムカムカパラダイス』OPテーマ
  - （c/w）キテーラ・ミテーラ - 同EDテーマ
- 友達なのに（1994年3月1日） - 映画『ドラミちゃん 青いストローハット』主題歌

#### Ikuko
- If There Were No Mines～もしも地雷がなかったなら～
- 風の碧、海の翠（2000年8月23日） - 『BRIGADOON まりんとメラン』OPテーマ
- コーヒーをいれたから（2002年2月27日） - キーコーヒー「ドリップオン」テレビCM曲（2024年時点のCMでも使用されている）
- ポルフィの長い旅（2008年3月19日） - 『ポルフィの長い旅』OPテーマ

### アルバム

#### Ikuko
- Grace of the Earth

全作詞・作曲・歌唱
- 神々のしらべ～日本の神様と言霊～

プロデュース・歌唱

### ドラゴンボール関連作品
幾度となくアルバムに収録されている曲もあるため初出を記述。

#### Waffle
『ドラゴンボールZ ヒット曲集』(1989年7月21日/復刻版2006年9月20日)
- ドラゴン・ワールドへようこそ

作詞：岩室先子 作曲：清岡千穂 編曲：山本健司
- ママは倖せ祈ってる

作詞：森雪之丞、作曲：清岡千穂、編曲：山本健司
- あいつは孫悟空

影山ヒロノブとの名義
作詞：森雪之丞、作曲：清岡千穂、編曲：山本健司
- 永遠の地球

作詞：森雪之丞、作曲：清岡千穂、編曲：山本健司

#### KUKO
『ドラゴンボールZ ヒット曲集 III スペース・ダンシング』(1990年4月1日/復刻版2006年9月20日)
- Dancing in the space

トリッキー白井とのデュエット
作詞：岩室先子 作曲：清岡千穂 編曲：山本健司
- Cosmic Chinese Melody

作詞：倉田真理 作曲：清岡千穂 編曲：山本健司
- Good night my Blue

作詞：岩室先子、作曲：清岡千穂、編曲：山本健司
- スペース・ダンス

作詞：谷穂ちろる 作曲：池毅 編曲：山本健司
『鳥山明 THE WORLD～ドラゴンボールZ・PINK・剣之介さま』(1990年7月7日)
- 自然の合図

作詞：岩室先子 作曲：清岡千穂 編曲：山本健司
『ドラゴンボールZ ヒット曲集 V 光の旅』(1990年12月21日/復刻版2006年9月20日)
- Happy Birthday

作詞：岩室先子 作曲：清岡千穂 編曲：山本健司
- 光の旅

影山ヒロノブとのデュエット、TVSP『ドラゴンボールZ たったひとりの最終決戦〜フリーザに挑んだZ戦士 孫悟空の父〜』エンディングテーマ
作詞：佐藤大 作曲：清岡千穂 編曲：山本健司
『ドラゴンボールZ ヒット曲集 VI BP∞（バトルポイント・アンリミテッド）』(1991年3月21日/復刻版2006年9月20日)
- マイペース

作詞：佐藤大 作曲：林哲司 編曲：山本健司
- 夢のかけら

作詞：岩室先子 作曲：清岡千穂 編曲：山本健司
『ドラゴンボールZ ヒット曲集 7 The Jouney Of The 7 Balls』(1991年7月1日 /復刻版2006年9月20日)
- パワー オブ スマイル

作詞：佐藤大 作曲：清岡千穂 編曲：山本健司
- 時と光の下で

影山ヒロノブとのデュエット
作詞：佐藤大 作曲：清岡千穂 編曲：山本健司
『ドラゴンボールZ ヒット曲集 8½ スペシャル』(1991年11月1日 /復刻版2006年9月20日)
- 恋のNAZONAZO

トリッキー白井とのデュエット
作詞：岩室先子 作曲：清岡千穂 編曲：山本健司
- 《Super House Version》ドラゴン・ワールドへようこそ！

作詞：岩室先子 作曲：清岡千穂
- 《Urtra New Edition》KUKO'S DANCE MEDLEY

ママは倖せ祈ってる - あいつは孫悟空 - Dancing in the space（withトリッキー白井）- Cosmic Chinese Melody - スペース・ダンス - パワー オブ スマイル
- 素直な光 優しい視線

作詞：佐藤大 作曲：清岡千穂 編曲：山本健司
『ドラゴンボールZ ヒット曲集 9 FUTURE SHOCK!!』(1991年12月21日/復刻版2006年9月20日)
- MESSAGE FROM FUTURE…未来からの伝言…

佐藤有香(YUKA)とのデュエット
作詞：岩室先子 作曲：清岡千穂 編曲：山本健司
『ドラゴンボールZ ヒット曲集 10 VIRTUAL TRIANGLE』(1992年3月21日/復刻版2006年9月20日)
- そんな気分で

作詞：佐藤大 作曲：清岡千穂 編曲：山本健司
- イカしたエナジー

作詞：岩室先子 作曲：平間あきひこ 編曲：山本健司
『ドラゴンボールZ ヒット曲集 11 “精神と時”の部屋』(1992年7月1日/復刻版2006年9月20日)
- VOICE

作詞：岩室先子 作曲：山本健司、清岡千穂 編曲：山本健司
- 星の見た夢

作詞：岩室先子 作曲：山本健司、清岡千穂 編曲：山本健司
『ドラゴンボールZ ヒット曲集 12 DBZ A GO GO!!』(1992年9月21日/復刻版2006年9月20日)
- Delight to you…

トリッキー白井とのデュエット
作詞：岩室先子 作曲：清岡千穂 編曲：山本健司
- LED TRAINで GO!GO!GO!

作詞：岩室先子 作曲：清岡千穂 編曲：山本健司
- ハートブレイク・メロディ,みょうに

作詞：風堂美起 作曲：清岡千穂 編曲：山本健司
『ドラゴンボールZ ヒット曲集 13 BATTLE & HOPE』(1992年12月21日/復刻版2006年9月20日)
- 夜明けの子供たち

作詞：佐藤大 作曲：清岡千穂 編曲：山本健司
- イジワルしないでね…

作詞：岩室先子 作曲：海野尚子 編曲：山本健司
『ドラゴンボールZ ヒット曲集 14 ストレート』(1993年3月21日/復刻版2006年9月20日)
- 水色星人

作詞：佐藤大 作曲：清岡千穂 編曲：山本健司
- 空めぐる冒険

作詞：佐藤大 作曲：清岡千穂 編曲：山本健司
- マザー・ユニバース

作詞：佐藤大 作曲：清岡千穂 編曲：山本健司
『ドラゴンボールZ ヒット曲集 15 Sunlight & City Lights』(1993年7月21日/復刻版2006年9月20日)
- 飛び出せ！ヒーロー

作詞：岩室先子 作曲：清岡千穂 編曲：山本健司
- My song for you

作詞：岩室先子 作曲：海野尚子 編曲：山本健司
『ドラゴンボールZ アルティメットバトル22』(1995年7月21日)
- 永遠の約束（デュエット・ヴァージョン）

影山ヒロノブとのデュエット
プレイステーションソフト『ドラゴンボールZ Ultimate Battle 22』のエンディングテーマ
作詞：森 由里子 作曲・編曲：山本健司
『ドラゴンボールZ 超悟空伝 -覚醒編-』(1995年12月21日)
- 光のWILLPOWER

影山ヒロノブの歌にコーラスとして参加
『ドラゴンボールZ 超武闘伝2』のトランクスのテーマソング、続編のドラゴンボールZ 超武闘伝3でもアレンジ版が収録される
作詞：森 由里子 作曲・編曲：山本健司
- 涙みたいな雨が降る

スーパーファミコンゲーム『ドラゴンボールZ 超悟空伝 -覚醒編-』のエンディングテーマ、
作詞：森 由里子 作曲・編曲：山本健司
『ドラゴンボールZ ヒット曲集 18 未来への賛歌』(1996年1月20日/復刻版2006年9月20日)
- perfum N°18～魔性の香り～

Yasumiとのデュエット
作詞：森由里子 作曲：山本健司 編曲：山本健司
- 瞳の中の地球

作詞：森由里子 作曲：清岡千穂 編曲：山本健司
『ドラゴンボールZ ヒット曲集 18½ SPECIAL SUPER REMIX』(1996年3月20日/復刻版2006年9月20日)
- Perfum No18 〜DANGEROUS FRAGRANT MIX〜

Yasumiとのデュエット
作詞：森由里子 作曲：山本健司 編曲：山本健司
- 飛び出せ!ヒーロー 〜DREAM THATRE MIX〜

作詞：岩室先子 作曲：清岡千穂 編曲：清岡千穂
- 光の旅'96 〜CLASSICAL NEW VERSION〜

影山ヒロノブとのデュエット
作詞：佐藤大 作曲：清岡千穂 編曲：清岡千穂
『ドラゴンボールZ ヒット曲集ベスト』(1996年11月30日)
- 君の空へ

影山ヒロノブ、石原慎一、KUKO、YUKA & FRIENDS名義で参加
作詞：佐藤大 作曲：清岡千穂 編曲：山本健司
『ドラゴンボール FINAL BOUT オリジナルサウンドトラック』(1997年9月12日)
- THE BIGGEST FIGHT ～激突～

プレイステーションゲーム『ドラゴンボール FINAL BOUT』のオープニングテーマ、影山ヒロノブとのデュエット
作詞：森由里子 作曲：山本健司 編曲：山本健司
- HERO OF HEROES

挿入歌、影山ヒロノブとのデュエット
作詞：森由里子 作曲：山本健司 編曲：山本健司
『ドラゴンボールZ BEST REMIX2006 1/2 スペシャル』
- 光の旅 (REMIX 2006 1/2 ver.)

作詞：佐藤大 作曲：清岡千穂 編曲：山本健司
- マザー・ユニバース (REMIX 2006 1/2 ver.)

作詞：佐藤大 作曲：清岡千穂
- 君の空へ (REMIX 2006 1/2 ver.)

影山ヒロノブ、石原慎一、KUKO、YUKA & FRIENDS名義で参加
作詞：佐藤大 作曲：清岡千穂 編曲：山本健司

### モンスターハンター
- ひとつの唄 - モンスターハンター4 EDテーマ Ikuko名義
- 月震 - モンスターハンター3G ナバルデウス戦闘BGM Ikuko名義

### 参加アルバム

#### KUKO
- 『新ビックリマン ヒット曲集』(1989年8月1日)
  - 夢飛行-Fly me to the Dream- - プッチー&ワープスライダーズ名義で参加
- 『新ビックリマン大百科』(1990年4月1日)
  - Believe - 織田純一郎とのデュエット、OVA『ビックリマン ロココ&マリア 奇跡(ミラクル)』主題歌
  - そして君にたどりついた - 織田純一郎とのデュエット
- 影山ヒロノブ『I'm in you.』（2000年4月26日発売・ランティス LACA-5001）

#### 野口郁子
- FINAL FANTASY VOCAL COLLECTIONS II　[Love Will Grow]　（1995年11月25日発売・ポリスター PSCN-5041）

- シティーハンター'91 オリジナル・アニメーション・サウンドトラック　(1991年6月21日)
  - Hold Me Slowly - 伊藤洋とのデュエット

- 『トランスフォーマー ザ☆ヘッドマスターズ ヒット曲集』(1987年10月1日)
  - 宇宙に架ける橋 - 影山ヒロノブとのデュエット